# Compañía Británica de Sudáfrica
La Compañía Británica de Sudáfrica (en inglés, British South Africa Company, abreviada BSAC o BSACo) fue una compañía privilegiada del Reino Unido establecida luego de la fusión de la Central Search Association de Cecil Rhodes y la Exploring Company Ltd con sede en Londres, las cuales originalmente competían para explotar la esperada riqueza mineral de Mashonalandia, pero se unieron debido a intereses económicos comunes y para asegurar el apoyo del gobierno británico. La compañía recibió una Carta Real en 1899 basada en la que había sido emitida para la Compañía Británica de las Indias Orientales. Entre sus primeros directores estuvieron James Hamilton, el mismo Rhodes y el financista sudafricano Alfred Beit. Rhodes esperaba que la BSAC promoviera la colonización y explotación económica a lo largo de gran parte del centro-sur de Sudáfrica, parte del Reparto de África. Sin embargo, su principal enfoque fue al sur del río Zambezi, en Mashonalandia y las zonas costeras al este del mismo, desde las cuales creía que los portugueses podían ser expulsados a la fuerza o ser comprados, y en Transvaal, la cual el esperaba que regresara bajo control británico.

## Orígenes e Historia Corporativa

### Carta Real
La Carta Real de la Compañía Británica de Sudáfrica (BSAC según sus siglas en inglés) se hizo efectiva el 20 de diciembre de 1889. Inicialmente lo hizo por un periodo de 25 años, luego extendida por diez más, expirando así en 1924.
La compañía había sido incorporada en octubre de 1888, y mucho del tiempo después de que Rhodes llegara a Londres en marzo de 1889 y antes de que se le otorgara la carta fue utilizado para discutir las condiciones. En estas discusiones, Rhodes era el negociador principal de la BSAC. Aunque el gobierno británico apoyaba ampliamente el proyecto, demandó que el gobierno mismo y el Alto Comisionado para África del Sur que éste designe tengan la responsabilidad máxima por cualquier territorio que la BSAC adquiriera y la de aprobar o rechazar todas las acciones de la BSAC. Aunque la Cláusula 3 de la Carta parecía otorgarle a la BSAC poderes para administrar una amplia área (aunque no especificada) de África Central a nombre del gobierno británico, esto estaba sujeto a que obtenga dichos poderes a través de tratados con los líderes locales. Bajo las Cláusulas 4 y 9, el gobierno británico también tenía que aceptar esos tratados y acordar asumir cualquier poder para gobernar que los líderes hayan otorgado antes de autorizar a la BSAC para que ejerza esos poderes en su nombre.

### Junta Directiva

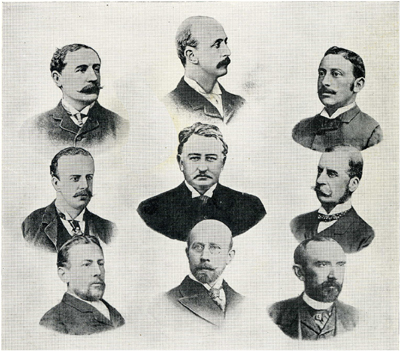
La primera junta directiva de la Compañía Británica de Sudáfrica, 1889. Fila superior: Horace Farquhar; Albert Grey; el Duque de Fife; C. J. Rhodes (Fundador y director administrativo en Sudáfrica); el Duque de Abercron. Fila inferior: Lord Gifford, V.C.; Herbert Canning (secretario); George Cawston.

BSAC fue una fusión de un grupo con sede en Londres liderado por Lord Gifford y George Cawston y apoyado fiancieramente por Nathan de Rothschild, y Rhodes y sus socios sudafricanos, entre ellos Alfred Beit con recursos del Sindicato De Beers y los yacimientos de oro de Sudáfrica. Estos dos grupos originalmente habían sido competidores pero se unieron debido a que tenían intereses económicos comunes. Los intereses de Gifford y Cawston estaban representados por la Compañía de Exploración de Bechuanalandia y su descendiente, la Compañía Exploradora. Rhodes y sus socios aseguraron una concesión del rey ndebele, Lobengula, la cual fue transferida a la Asociación Central de Búsqueda, Central Search Association en inglés, (renombrada más tarde como la Compañía de Concesión Unida, en inglés United Concession Company) y la Compañía Exploradora recibió aproximadamente un cuarto las acciones en ella. La Compañía Británica de Sudáfrica recibió concesiones mineras por parte de la Asociación Central de Búsqueda, pagándole la mitad de las ganancias surgidas de explotación minera.
Desde un principio, Gifford no gustaba de Rhodes, quien él creía había adquirido mucho poder en la BSAC y lo había marginado. Cawston apoyó a Rhodes solo en aquellas actividades comerciales que tenían el potencial de generar ganancias y no en otros proyectos menos comerciales. Los otros cuatro directores fueron designados para representar a otros accionistas. Los duques de Abercorn y Fife, respectivamente el presidente y el vicepresidente, fueron nombrados para darle prestigio a la compañía pero participaron muy poco en las operaciones de la compañía. Ninguno de ellos había tenido algún interés anterior en África y Fife no tenía ninguna experiencia en el mundo comercial. Albert Grey tuvo un rol activo como el enlace entre Rhodes en Sudáfrica y los funcionarios gubernamentales en Londres. Él y Horace Farguhar, un importante banquero londinense, completaban la primera junta directiva.

### Incursión de Jameson y consecuencias
Sir Henry Loch, el Alto Comisionado para África del Sur, había planeado el derrocamiento del gobierno de Transvaal desde 1893 en caso de que los súbditos británicos en Johannesburgo a los que se les habían negado derechos civiles y políticos se rebelasen, y el Secretario Colonial, Frederick Robinson no hizo nada para interponerse a esto. El sucesor de Loch como Alto Comisionado a partir de 1895, Sir Hercules Robinson heredó estos planes, pero ni Loch, Robinson ni Ripon tomaron acción para promover esta rebelión. Joseph Chamberlain, quien sucedió a Ripon en 1895 estaba casi seguro que Rhodes estaban planeando este levantamiento, pero no conocía los detalles. Rhodes y Jameson hicieron planes para asistir, y probablemente para promover una rebelión en Johannesburgo. Grey era el único de los directores de Londres que sabía de los planes de la Incursión de Jameson, y él, al igual que Rhodes y Beit, no compartieron el conocimiento de ello con los otros directores de la BSAC. Grey comunicó por lo menos parte del plan a Joseph Chamberlain, quien evitó apoyarlo en forma específica.
Las noticias de la incursión sorprendieron a los directores de la BSAC, quienes, con excepción de Beit y Grey, no tenían conocimiento del plan. Rhodes negó cualquier responsabilidad por las acciones de Jameson en un principio, pero una vez se produjeron más revelaciones, asumió toda la responsabilidad. La junta de la BSAC reconoció que la compañía sería atacada, y solicitó a Rhodes que se dirija a Londres para reunirse con ellos. En una reunión de la junta directiva del 5 de febrero de 1896, Rhodes dijo que le había dado permiso a Jameson para que provea asistencia a la rebelión, no que inicie una,y que creía que tenía el apoyo del gobierno británico. Ofreció renunciar como administrador, pero la decisión fue pospuesta pese a que Cawston y Gifford demandaron que la renuncia sea aceptada. Sin embargo, luego de que el juicio de los incursionistas de Jameson involucrara a Rhodes aún más, además de la presión ejercida por Chamberlain, Rhodes y Beit fueron expulsados de la junta directiva en junio de 1896.
Luego ser expulsado de la junta directiva, Rhodes continuó siendo uno de los accionistas más importantes de la BSAC y continuó involucrándose extraoficialmente en sus asuntos. En 1898, el Duque de Fife y Lord Farquhar renunciaron a la junta; Rhodes y Beit los reemplazaron y otro simpatizante de Rhodes también se unió a la junta. Dado que Rhodes se había vuelto a hacer del control total de la compañía, Cawston decidió renunciar. Lord Gifford, sin embargo, se mantuvo en la junta, la cual fue dominada por Rhodes hasta su muerte.

### Después de Rhodes
Rhodes mantuvo control efectivo de la compañía hasta su muerte en 1902, pero luego de la Incursión de Jameson las relaciones con Ministerio de las Colonias en relación con Rodesia fueron difíciles, ya que el Ministerio no estaba dispuesto a reconocer que la compañía debía darle prioridad a sus intereses comerciales en lugar de la administración. Luego de la muerte de Rhodes, los directores de la BSAC trataron de hacer a la compañía rentable comercialmente, pero hasta 1924 fue muy insolvente debido a que sus costos administrativos superaban a sus ingresos comerciales y jamás llegó a pagar un solo dividiendo en esa época. Luego de una crisis financiera en el Reino Unido en 1908, el valor de sus acciones cayó rápidamente: su capital social debió ser incrementado de £6 millones a £12 millones entre 1908 y 1912, y requirió de gruesos préstamos para mantener sus operaciones.
Desde aproximadamente 1920, la compañía favoreció la unión de Rodesia Septentrional y Rodesia Meridional, seguida por su inclusión en la Unión de Sudáfrica, formó parte de las discusiones con líderes sudafricanos sobre esto. Sudáfrica ofreció términos favorables para comprar los intereses de la BSAC, y la compañía sería aliviada de cualquier costo administrativo posterior. La BSAC no quería quedarse con la responsabilidad de administrar Rodesia Septentrional una vez que el sur obtuviese gobierno responsable, pero sí quería preservar sus intereses comerciales allí, en particular sus derechos mineros y de tierras. Con este fin, tenía que negociar un acuerdo con el gobierno británico para ambas partes de Rodesia. Se reunieron para iniciar negociaciones en una atmósfera de sospecha mutua a finales de 1922, pero finalmente llegaron a un acuerdo el 29 de septiembre de 1923 cerrando así todos los temas relacionados tanto a Rodesia Septentrional como Rodesia Meridional.
Luego de 1924 los derechos de la BSAC le permitieron recibir grandes cantidades de dinero en regalías, en especial del desarrollo del Cinturón de Cobre de Rodesia Septentrional, desde finales de los años 1920 hasta que sus derechos mineros fueron liquidados justo antes de la independencia de Zambia en 1964. En los años 1930 la BSAC logró cobrar regalías sobre todo el cobre extraído y era una accionista importante en las principales industrias mineras. Para 1937 sus ingresos anuales por minería eran de £311.000.

## Adquisiciones territoriales

### Rodesia
La primera etapa en la adquisición de territorios consistía en realizar acuerdos con los gobernadores locales. Aunque el rey ndebele, Lobengula, había acordado no aceptar ningún tratado con ninguna otra potencia antes de tener la aprobación de los británicos y había otorgado concesiones mineras a la BSAC (incluyendo el derecho de la compañía de proteger dichas concesiones), se negó consistentemente a delegar cualquier tipo de poder de gobierno a la Compañía Británica de Sudáfrica. Sin embargo, la BSAC convenció al Ministerio de las Colonias de que debía declarar un protectorado sobre las bases de que un grupo de ciudadanos de la República Transvaal, liderado por Louis Adendorff planeaba cruzar el río Limpopo para fundar un asentamiento y proclamar una república en Mashonalandia. El grupo de Adendorff efectivamente trató de cruzar el Limpopo en junio de 1891, pero fue repelido por una fuerza policial de la BSAC.
El pueblo lozi de la Barotselandia formó un reino cuyo rey, Lewanika, había empezado a gobernar desde 1876, pero había sido expulsado en 1884. Luego de su regreso en 1885, su preocupación por las luchas de poder internas y la amenaza de incursiones ndebele hicieron que busque la protección de los europeos. Solicitó a François Coillard de la Sociedad Evangélica Misionera de París, la cual había establecido una misión con los lozi, que le ayude a preparar una petición de protectorado a los británicos. Esta llegó al Ministerio de las Colonias en agosto de 1889, pero no se tomó acción inmediata para aceptarla. Incluso antes de esto, Cecil Rhodes, mientras estaba haciendo las gestiones para adquirir una Carta Real para la BSAC, consideró Barotselandia como una ária adecuada para las operaciones de la compañía y como una puerta hacia los depósitos de cobre de Katanga. Rhodes envió a Frank Lochner a Barotselandia para obtener una concesión e hizo una oferta al gobierno británico para pagar el costo de un protectorado en Barotselandia. Lochner apoyó la malinterpretación de que la BSAC representaba al gobierno británico, y el 27 de junio de 1890 Lewanika dio su aprobación para la concesión minera exclusiva. Esta (la Concesión Lochner) le dio a la compañía derechos mineros sobre toda el área sobre la cual Lewanika era el líder supremo a cambio de un subsidio anual y la promesa de la protección británica, una promesa que Lochner no tenía ninguna potestad de hacer. Sin embargo, la BSAC informó al Ministerio de Colonias que los lozi habían aceptado la protección británica.
El Ministerio de Colonias tenía sus reservas sobre la naturaleza y el alcance del supuesto protectorado y nunca aprobó la concesión de Lochner, debido a que no otorgó ningún derecho administrativo a la BSAC e involucraba monopolios, prohibidos en la Carta Real de la BSAC. No obstante, cuando se realizaron negociaciones con el gobierno portugués, se reclamó que Barotselandia caía dentro de la esfera de influencia británica y el Tratado anglo-portugués de 1891 incluyó al territorio del Reino Barotse dentro de la esfera británica, aunque la frontera con Angola no fue definida sino hasta 1905. Lewanika protestó que las condiciones del tratado habían sido tergiversados cuando se los presentaron. No se envió ningún administrador a Barotselandia hasta 1895, y el primer administrador, Forbes, quien estuvo allí hasta 1897, hizo muy poco por establecer una administración efectiva. Dado que el Ministerio de Colonias no estaba convencido de que la concesión de Lochner había establecido un protectorado en Barotselandia u otorgado algún derecho a la BSAC para administrar el territorio, consideró que una nueva concesión era necesaria. Acordó en 1896 que un funcionario de la BSAC sería designado Comisionado Residente para segurar esta concesión. El primero murió antes de asumir su puesto, pero en octubre de 1897, Robert Coryndon llegó a Barotselandia como Comisionado Residente. Coryndon, un exsecretario de Cecil Rhodes y miembro de la Columna Pionera, había sido propuesto por la BSAC, y su designación fue aprobada por el Alto Comisionado para Sudáfrica como el representante del gobierno británico. En su capacidad como Residente, Coryndon declaró a Barotselandia como protectorado británico, resolviendo así su anómala posición anterior. Coryndon también confirmó que las concesiones mineras otorgadas a la BSAC en 1890 no le daban ningún derecho de apoderarse de tierras. En 1897 Lewanika firmó una nueva concesión (la Concesión de Coryndon) que otorgó derechos a la BSAC para apropiarse de tierras y establecer jursicción en paralelo a las cortes del rey. Después, en 1900, Lewanika firmó un segundo acuerdo (la Concesión Barotse) que resolvió algunos de los detalles que estaban en disputa luego de las primeras concesiones y fue preparado en condiciones compatibles con el Decreto de Ley de Barotselandia-Rodesia del Noroeste, 1899.
Hasta 1899, el norte de Rodesia que estaba fuera de Barotselandia estaba gobernada según el Decreto de Ley del 9 de mayo de 1891, el cual no fijó fronteras claras para el área en cuestión. Antes de 1911, Rodesia Septentrional estaba administrada como dos territorios separados, Rodesia del Noroeste y Rodesia del Noreste. El primero era un territorio británico reconocido por Decreto de Ley de Barotselandia-Rodesia del Noroeste de 1899 y el segundo por el Decreto de Ley de Rodesia del Noreste de 1900. Ambos decretos regularizaron la posición de los administradores de la BSAC, el primero de los cuales fue nombrado para Rodesia del Noreste en 1895. En Rodesia del Noroeste el primer administrador fue asignado a Barotselandia en 1897, convirtiéndose en el administrador de toda Rodesia del Noroeste en 1900.

### Otras regiones
En 1890, Alfred Sharpe lideró una expedición con el objetivo de adquirir Katanga. Solo logró realizar tratos con gobernadores locales en Rodesia del Noreste, varios de los cuales reclamaron más adelante que los contenidos de los tratados habían sido tergiversados cuando se los presentaron. Katanga se convirtió en parte del Estado Libre del Congo. La frontera entre el Estado Libre del Congo y el territorio británico fue acordada en un tratado en 1894. Fue solo después de este tratado y la designación de un administrador de Rodesia del Noreste en 1895 que el área cayó bajo el control efectivo de la BSAC.
La Compañía Británica de Sudáfrica también consideró adquirir intereses en el Protectorado de Bechuanalandia y Nyasalandia, el cual fue llamado inicialmente el Protectorado Británico de África Central. Durante las negociaciones para su carta en 1889, la compañía discutió las posibilidades de hacerse cargo de la administración de Bechuanalandia, la cual ya era un protectorado británico, y de trabajar, y posiblemente fusionarse, con la Compañía de los Lagos Africanos que estaba operando en Nyasalandia. Finalmente, la BSAC no se hizo cargo de la administración de Bechuanalandia, pero desde 1892 se hizo cargo de los costos operacionales de la Policía Fronteriza de Bechuanalandia, la cual desde 1896 fue fusionada con la Policía Británica de Sudáfrica. La misma Compañía de los Lagos Africanos estaba tratando de convertirse en una compañía privilegiada a finales de los años 1880, y Rhodes entabló conversaciones sobre una posible fusión con BSAC en 1889. Sin embargo, el Ministerio de Exteriores concluyó que la Compañía de los Lagos Africanos no tenía la capacidad de administrar ningún territorio, y para 1890 la BSAC quería apoderarse de la compañía en lugar de fusionarse con ella. Los directores de la Compañía de los Lagos se resistieron, pero para 1893 habían sido depuestos. En 1891 se declaró el Protectorado Británico de África Central bajo el compromiso de que la BSAC contriburía a los costos de su administración. Sin embargo, su comisionado, Harry Johnson, rehusó actuar como un funcionario de la BSAC, en particular cuando Rhodes demandó que todas las tierras de la corona en el protectorado debían ser transferidas a la BSAC y que Johson debía facilitar este traspaso de tierras.

## Disputa con Portugal
A principios del siglo XIX, el gobierno portugués efectivo en Mozambique estaba limitado a los puertos de la Isla de Mozambique, Ibo, Quelimane, Sofala, Inhambane y Lourenço Marques, además de los puestos de fronterizos en Sena y Tete el valle de Zambezi. Aunque Portugal había reclamado soberanía sobre Angoche y varios pueblos musulmanes pequeños sobre la costa, estos eran prácticamente independientes. En el valle de Zambezi, Portugal también había iniciado el sistema Prazo a través del cual alquilaba grandes propiedades bajo la autoridad nominal portuguesa. Para finales del siglo XVIII, el área en los valles del Zambezi y el río Shire estaba controlada por unas cuantas familias que decían ser súbditos portugueses pero que eran prácticamente independientes.  En el interior de lo que hoy en día es el centro y sur de Mozambique no existía ni siquiera intentos por partes de los portugueses en establecer control del lugar. El nadir de las fortunas portuguesas llegó en los años 1830 y 1840 cuando Lourenço Marques fue saqueada en 1833 y Sofala en 1835; Zumbo fue abandonada 1836; Los colonos afro-portugueses cerca de Vila de Sena se vieron obligados a pagar tributo al Imperio de Gaza y Angoche resistieron un ataque portugués para evitar que comercien en esclavos en 1847. No obstante, a partir de 1840, el gobierno portugués se embarcó en una serie de campañas militares para traer a los prazos y los pueblos musulmanes costeros bajo su control.
El Acta General de la Conferencia de Berlín del 26 de febrero de 1885, la cual introdujo el principio de ocupación efectiva, tenía el potencial de dañar los reclamos territoriales de Portugual en Mozambique. El artículo 34 requería que una potencia que adquiera tierras en las costas de África fuera de sus posesiones posteriores debía notificar a otros signatarios del Acta para que así puedan protestar en contra de dichos reclamos. El artículo 35 del Acta proveía que los derechos solo podían ser adquirido en tierras que anteriormente no habían sido colonizadas si la potencia que las reclamba había establecido la autoridad suficiente allí como para proteger los derechos existentes y la libertad de comercio. Esto normalmente implicaba realizar tratados con gobernantes locales, estableciendo una administración y el ejercicio de poderes policiales. Inicialmente, Portugal alegó que el Tratado de Berlín no se aplicaba, y que no era necesario emitir notificaciones o establecer una ocupación efectiva, ya que Portugal había reclamado la costa de Mozambique hacía cientos de años y nadie lo había cuestionado.
No obstante, los oficiales británicos no aceptaron esta interpretación. El cónsul británico en la Isla de Mozambique, Henry O'Neill, dijo en enero de 1884:
"Hay un curso de acción abierta a ella (Inglaterra) en Sudáfrica que solo una pequeña barrera política le impide tomar. Nos referimos, por su puesto, al área gobernada por los portugueses. Esta, sin lugar a dudas, es actualmente un área indefinida. Portugal ha sido una potencia colonizadora tan solo de nombre. El hablar de colonias portuguesas en África Oriental es hablar prácticamente de algo ficticio, sostenido coloridamente por unos cuantos asentamientos en la costa, más allá de los cuales y el estrecho litoral su limitada colonización y gobierno son inexistentes".
Para adelantarse a los planes británicos en partes de Mozambique y el interior que O'Neill decía que Portugal no había ocupado, Joaquim Carlos Paiva de Andrada fue comisionado en 1884 para establecer una ocupación efectiva, y estuvo activo en cuatro áreas. Primeramente, en 1884, fundó el pueblo de Beira y lideró la ocupación portuguesa de gran parte de la provincia de Sofala. Luego, en ese mismo año, adquirió una concesión de un área de un radio de 180 kilómetros de Zumbo, el cual había sido reocupado y al oeste de la zona en la que familias afro-portuguesas habían estado comerciando y habían colonizado desde los años 1860. Aunque Andrada no estableció una administración en forma inmediata, en 1889 se estableció un puesto fronterizo portugués más allá del los ríos Zambezi y Kafue y se creó el distrito administrativo de Zumbo. En tercer lugar, Andrada recibió otra concesión en Manica en 1889, la cual incluía tanto las áreas de la Provincia de Manica en Mozambique como la Provincia de Manicalandia en Zimbabue. Andrada logró conseguir tratados para gran parte de este territorio y estableció un gobierno rudimentaria, pero fue arrestado en noviembre de 1890 por tropas de la Compañía Británica de Sudáfrica y expulsado. Finalmente, también en 1889, Andrada cruzó la frontera al norte de Mashonalandia, aproximadamente en la actual Provincia de Mashonalandia Central de Zimbabue, obteniendo tratados. No informó al gobierno portugués de estos tratados, por lo que estos reclamos territoriales no fueron notificados de manera formal a otras potencias, según lo establecía el Tratado de Berlín. El gobierno británico rehusó llevar cualquier disputa territorial a arbitrio y el 11 de enero de 1890 Lord Salisbury envió el Ultimátum británico de 1890 al gobierno portugués el cual exigía la retirada de las tropas portuguesas de las áreas en las que los intereses británicos y portugueses se sobreponían.

### Fijación de fronteras
La fase final en la adquisición de territorios era el realizar firmar tratados bilaterales con otras potencias europeas. El tratao anglo-portugués de 1891 fue un acuerdo firmado en Lisboa el 11 de junio de 1891 entre el Reino Unido y Portugal. Fijó las fronteras entre los territorios administrados por la Compañía Británica de Sudáfrica en Mashonalandia y Matabelelandia, ahora partes de Zimbabue, y Rodesia del Noreste (hoy parte de Zambia) y el Mozambique Portugués. Dividió Manica, cediendo su porción occidental a la Compañía Británica de Sudáfrica. También fijo las fronteras entre Rodesia del Noroeste (hoy Zambia), que era administrado por la BSAC, y la Angola Portuguesa.  La frontera norte de los territorios británicos fue acordada como parte de la Convención Anglo-Germana de 1890. La frontera entre el Protectorado Británico de África Central y el territorio de la Compañía Británica de Sudáfrica en lo que hoy en día es Zambia fue fijado en 1891 en la línea divisoria de drenaje entre el lago Malaui y el río Luangwa.

### Primeros gobiernos
Las condiciones de los tratados bajo los cuales los distintos protectorados fueron creados al norte o el sur del Zambezi hacían que los gobernantes que los firmaban retengan importantes poderes sobre su propio pueblo. Pese a esto, la Compañía Británica de Sudáfrica terminó cancelando los poderes de los líderes tradicionales a través de campañas militares o los erosionó al incentivar a sus propios funcionarios a que se apoderen de la mayoría de ellos. Para el final de la primera década del siglo XX, los pocos líderes tradicionales que quedaban quedaron relegados solamente a roles ceremoniales.
La BSAC nombró a un administrador para Mashonalandia, el cual se suponía que debía tener una función similar a la de un gobernador colonial, y más adelante asistentes a cargo de distritos. El primer administrador, A. R. Colquhoun, fue nombrado en octubre de 1890, poco después de que la Columna Pionera llegase a Fuerte Salisbury. En un principio, el gobierno británico rehusó reconocer a Colquhoun y puso a cargo del nuevo protectorado al gobernador de Bechuanalandia en forma inmediata, con el Alto Comisionado para Sudáfrica supervisando la región. El gobernador legitimó al administrador en julio de 1891 al nombrarlo Magistrado en Jefe, y dado que el gobierno británico no quería cargar con los costos de la administración, transfirió el control a la BSAC. El administrador, como Magistrado en Jefe, designó asistentes a los que se les ordenó mantener el orden en varias partes de Mashonalandia, y a partir de estos se desarrolló una administración distrital. No obstante, bajo Colquhoun y su sucesor a partir de agosto de 1891, Leander Starr Jameson, la administración tenía menos de 20 empleados, la mayoría de ellos poco experimentados, por lo que el gobierno era mínimo. Dado que el Alto Comisionado por lo general residía en Ciudad del Cabo, se designó un Comisionado Residente para que lo represente en Rodesia. Los primeros administradores de la BSAC tenían dos funciones, eran Administradores para la compañía y Magistrados en Jefe para la corona. Su posición fue regularizada en 1894, cuando el gobierno británico asignó a la Compañía Británica de Sudáfrica la administración de lo que estaba comenzando a conocerse como Rodesia, la cual en ese entonces estaba divivida en secciones norte y sur. Se creó un Consejo Legislativo en 1898 en Rodesia Meridional para asesorar al administrador de la BSAC y al Alto Comisionado para Sudáfrica en asuntos legales.
La administración al norte del Zambezi era rudimentaria antes de 1901. En Rodesia del Noreste, Abercorn y Fife eran puestos fronterizos fortificados y el administrador de Rodesia del Noreste residía en Blantyre en el Protecorado de la África Central Británica hasta que Fort Jameson fue fundado en 1899 como su centro administrativo. En Rodesia el Noroeste no hubo una administración hasta 1901.

## Políticas de tierras

### Rodesia Meridional
Luego de la entrada de la Columna Pionera en Rodesia Meridional, la provisión de tierras para los colonos europeos fue uno de los primeros asuntos que trató la BSAC. La autoridad matabele se eliminó, se introdujo el derecho propietario final de la tierra, y grandes extensiones de terreno fueron adquiridos por la Compañía para ser utilizados por europeos. Jameson, quien se convirtió en Administrador de Mashonalandia en 1891, fue asignado por Rhodes para ejecutar lo que el pensó eran los planes personales de Rhodes que contaban con poca supervisión de él o la junta directiva de la BSAC en Londres. Jameson hizo grandes entregas de tierras entre 1891 y 1893 con muy pocas ganancias hasta que las quejas de los directores de la compañía lo detuvieron (aunque Rhodes aprobó varias otras entregas hasta 1896). Esta política desanimó a futuros colonos, quienes solo podían adquirir tierras a precios muy altos de los primeros en recibir sus terrenos.

### Rodesia Septentrional
En Rodesia Septentrional, la BSAC reclamó la propiedad de toda la tierra no alienada en el territorio y el derecho a alienarla. Los europeos ocuparon las tierras a lo largo de la línea del ferrocarril y cerca de los pueblos, pero por lo general no había escasez de tierras, ya que la densidad de población era más baja que en Rodesia Meridional, y la población europea también era mucho menor. En 1913, la BSAC preparó planes para Reservas de Nativos similares a las de Rodesia Meridional, fuera de las cuales los africanos no tendrían derecho a poseer u ocupar tierras, pero estos planes no fueron implementdos sino hasta 1928, cuando la administración de la compañía concluyó.
La decisión del Consejo Privado sobre Rodesia Meridional dejó preguntas abiertas sobre el reclamo de la BSAC sobre las tierras no alienadas al norte del Zambezi. No obstante, los reclamos territoriales de la compañía en Rodesia Septentrional estaba basado en concesiones recibidas en lugar de conquista y, aunque un comité parlamentario en 1921 recomendó que estos reclamos también debería ser referidos al Consejo Privado, el gobierno británico prefirió negociar un arreglo general para el final de la administración de la BSAC en Rodesia Septentrional. Esto significó un reconocimiento del reclamo de la compañía. Bajo un acuerdo de fecha 29 de septiembre de 1923, el gobierno de Rodesia Septentrional se hizo cargo de todas las tierras que anteriormente habían sido controladas por la BSAC a partir del 1 de abril de 1924, pagando a la compañía la mitad de las rentas netas y las ganancias de algunas ventas de tierras.

## Ferrocarriles

### Políticas ferroviarias
La Compañía Británica de Sudáfrica fue responsable de la construcción del sistema de ferrocarriles de Rodesia en el periodo de construcción primaria que concluyó en 1911, cuando la línea principal que cruzaba Rodesia Septentrional llegó a la frontera con el Congo y las minas de oro de Katanga. La intención original de Rhodes era de construir un ferrocarril que se extienda desde el Zambezi hasta el Lago Tanganika, considerado popularmente como parte de la línea "Cabo a El Cairo" que conectaría todas las colonias británicas en África. La motiviación de Rhodes era tanto capitalista como visionaria, y cuando se encontró muy poco oro en Mashonalandia, aceptó que incluso el plan para llegar al Lago Tanganika no tenía ninguna justificación económica. Los ferrocarriles construidos por compañías privadas sin subsidios gubernamentales necesitaban una cantidad de tráfico suficiente que pudieran pagar los altos costos de transporte para recuperar sus costos de construcción. Los productos agrícolas que impulsaron gran parte del crecimiento económico inicial de Rhodesia no pudieron proveer este tráfico; grandes cantidades de minerales sí lo podían hacer. La mayoría de los primeros ferrocarriles en África fueron construidos por el gobierno británico y no por compañías privilegiadas. La necesidad de conseguir capital y producir dividendos impidieron que la mayoría de las compañías privilegiadas llevasen a cabo este tipo de inversiones en infraestructura. Sin embargo, en el periodo inicial de la construcción de ferrocarriles, la BSAC obtuvo financiamiento de compañías sudafricanas, entre ellas Consolidated Gold Fields y De Beers, en las cuales Rhodes era una fuerza dominante. La BSAC también se benefició de las grandes, aunque no ilimitadas, fortunas personales de Rhodes y Beit antes de sus muertes.

### Desarrollo de rutas
Lord Gifford y su Compañía de Exploración de Bechuanalandia se ganó los derechos para construir una línea de ferrocarril privada al norte del fin de la línea del Cape Government Railways en Kimberley (Sudáfrica)|Kimberley hacia el interior de Bechuanalandia en 1888. Rhodes inicialmente se opuso a esta extensión, en parte debido a que Gifford era su competencia pero también por cuestiones políticas en el Cabo. No obstante, cuando Rhodes y Gifford se aliaron, la BSAC tuvo que hacerse cargo de la obligación de construir la ruta para poder obtener su carta. Rhodes prometió que la BSAC gastaría £500.000 en la construcción de un ferrocarril que cruzara Bechuanalandia, la mitad del capital social inicial de la compañía. El ferrocarril llegó a Vryburg en 1890, deteniéndose allí debido al pobre estado financiero de la BSAC y los poco prometedores reportes sobre las pocas cantidades de oro en Mashonalandia y Matabelandia. La BSAC se mantuvo cautelosa en la construcción de ferrocarriles hasta 1896, cuando levantamientos africanos que amenazaron la inversión que había realizado hicieron de las conexiones por tren a Rodesia Meridional una prioridad.
La línea que comenzó desde Kimberley llegó a Bulawayo en 1897, y una conexión a Salisbury fue completada en 1902. Para ese entonces Rodesia Merdidional ya tenía una salida por tren al puerto mozambiqueño de Beira. Esta fue completada por la Beira Railway Company, una compañía subsidiaria de la BSAC, como un tren vía angosta que llegaba hasta Umtali en 1898. En el año siguiente, una línea que iba desde Salisbury a Umtali fue completada, y al igual que la línea que iba de Kimberley a Bulawayo tenía el ancho de vía del Cabo de 3 pies y 6 pulgadas. La sección entre Umtali y Beira fue ensanchada hasta el ancho de las vías del Cabo en 1899 y 1900. Estas líneas fueron propuestas antes de que el potencial económico de Rodesia se conociera por completo, y con la esperanza de que los descubrimientos de oro que se esperaban promovieran el desarrollo económico. Los depósitos de oro de Rodesia resultaron ser muy por debajo de lo esperado, y fue el carbón de Wankie el primero en proveer el tráfico y los ingresos necesarios para financiar la construcción del ferrocarril hacia el norte. Luego del descubrimiento de sus enormes reservas de carbón, una línea a Wankie desde la línea principal de Bulawayo (la cual fue extendida para cruzar las Cataratas de Victoria en 1902) fue completada en 1903.